# Maxwell Fuller
Maxwell (Max) Leonard Fuller (* 28. Januar 1945 in Sydney; † 27. August 2013 ebenda) war ein australischer Schachspieler.

## Leben
Max Fuller besuchte die Canterbury Boys’ High School (CBHS) in Sydney. In den 1970er-Jahren lebte er für einige Jahre in London. Er war der erste Schachprofi Australiens. Schachlich aktiv war er bis April 2006. Fuller trug den Titel FIDE-Meister.

## Erfolge

### Einzelturniere
1963 gewann er die australische U18-Meisterschaft. 1972 teilte er sich in Melbourne den Gewinn der australischen Einzelmeisterschaft mit Trevor Hay, die Play-off-Entscheidung ging 5:5 aus. Beim Zonenturnier 1972 in Hongkong, das Eugenio Torre gewann, wurde er geteilter Zweiter, wurde aber nach einem Losentscheid auf den vierten Platz gesetzt, so dass der Singapurer Tan Lian Ann den Titel Internationaler Meister (IM) erhielt und zum Interzonenturnier Petrópolis 1973 fahren konnte, das von Henrique da Costa Mecking gewonnen wurde. Das Australian Open konnte Fuller 1973 und 1975 gewinnen, den Doeberl Cup 1974, 1975 und 1983. Die Meisterschaft des Bundesstaates New South Wales konnte er 1965, 1986 und (geteilt mit Dmitry Gedevanishvili) 1988 gewinnen, die Einzelmeisterschaft im Schnellschach von New South Wales gewann er 1967, 1970, 1971, 1972, 1973 und 1986, die Stadtmeisterschaft von Sydney 1964, 1965, 1966, 1971 und geteilt 1981.
1970 in Coventry und 1975 in Morecambe wurde er geteilter Zweiter bei der britischen Einzelmeisterschaft, bei der auch Commonwealth-Spieler teilnehmen dürfen.

### Nationalmannschaft
Er nahm für die australische Mannschaft zwischen 1964 und 1990 an neun Schacholympiaden teil mit einem positiven Gesamtergebnis von 59 Punkten aus 106 Partien (+40 =38 −28). Zu seinen Siegen bei Schacholympiaden gehörten Partien gegen die Titelträger IM Lazaros Vizantiadis (1968), IM Peter Biyiasas und IM Tüdewiin Üitümen (1974), IM Juan Manuel Bellón López (1976) und IM Leif Øgaard (1978). 1986 und 1990 war er der Team-Captain der australischen Nationalmannschaft bei den Olympiaden. Bei der asiatischen Mannschaftsmeisterschaft 1974 spielte er am Spitzenbrett für Australien und erhielt beim zweiten Platz der Mannschaft eine individuelle Goldmedaille für sein Ergebnis von sechs Punkten aus sieben Partien.

## Fuller-Gambit
Eine Variante der Pirc-Ufimzew-Verteidigung wird auch als Fuller-Gambit bezeichnet. Das Gambit gehört zum ECO-Schlüssel B07. Es entsteht nach den Zügen
1. e2–e4 d7–d6
2. f2–f4 d7–d5
3. e4xd5 Sg8–f6.